# Encentrum desmeti
Encentrum desmeti är en hjuldjursart som beskrevs av Jersabek 1999. Encentrum desmeti ingår i släktet Encentrum och familjen Dicranophoridae. Inga underarter finns listade i Catalogue of Life.